# Finnpartner (Schiff, 1995)
Die Finnpartner ist eine RoPax-Fähre des auch als Hansa-Klasse bezeichneten Typs Stocznia Gdanska B501 im Dienst der schwedischen Reederei Nordö-Link. Sie wird auf der Strecke Lübeck-Travemünde–Malmö eingesetzt. Nordö-Link ist ein 100%iges Tochterunternehmen der Finnlines, Helsinki.

## Geschichte
Die Finnpartner wurde unter der Baunummer B501/02 auf der Werft Stocznia Gdanska in Danzig gebaut. Die Kiellegung erfolgte am 16. August 1993, der Stapellauf am 15. Juli 1994. Am 12. Februar 1995 wurde das Schiff an Finnlines in Helsinki übergeben. Das mit der Eisklasse 1A Super gebaute Schiff kam unter finnischer Flagge mit Heimathafen Helsinki auf der Route zwischen Helsinki und Lübeck-Travemünde in Fahrt. 2007 wurde die Fähre nach Schweden umgeflaggt, neuer Heimathafen wurde Malmö. Seit August 2007 verkehrt die Fähre zwischen Malmö und Lübeck-Travemünde.